# De'ang

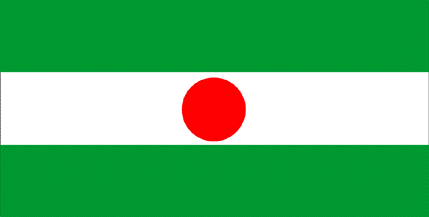
Drapeau De'ang

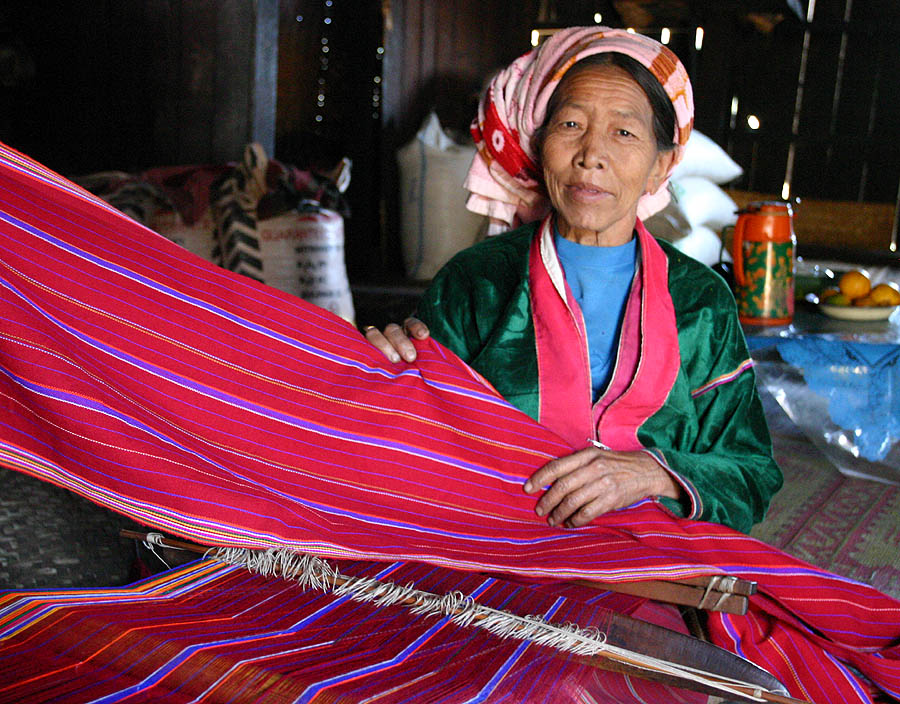
Une femme De'ang en Birmanie, 2004

Les De'ang (chinois : 德昂族 ; pinyin : Dé'áng zú), ou Palaung ou Benglong, sont un groupe ethnique représenté en Birmanie (État Shan), en Thaïlande et en République populaire de Chine, où ils constituent un des 56 groupes ethniques officiellement reconnus par l'État chinois, avec une population d'environ 18 000 individus.

## Culture
Les De'ang pratiquent pour la plupart un bouddhisme fortement teinté d'animisme. Une petite minorité est chrétienne. Ils parlent des langues qui forment le groupe des langues palaungiques au sein du rameau nord des langues môn-khmer.
Leurs maisons sont en bambou avec une armature en bois, le plus souvent à deux niveaux : le premier pour les bêtes et le second pour la famille. Les portes sont toujours tournées vers l'est.